# Asociația de Fotbal din Sint Maarten
Asociația de Fotbal din Sint Maarten este forul ce guvernează fotbalul în Insula Sfântul Martin. 